# Emma d'Ivry
Pour les articles homonymes, voir Famille d'Ivry.
Emma d'Ivry († 1069), a été l'épouse d'Osbern de Crépon et abbesse de Saint-Amand de Rouen.

## Biographie
Emma d'Ivry est la fille de Raoul, comte d'Ivry et d'Éremburge. Elle est la sœur d'Hugues d'Ivry, évêque de Bayeux (v. 1011-1049) et la demi-sœur de Jean d'Ivry, évêque d'Avranches (1060-1067) puis archevêque de Rouen (1067-1079). 
À la fin de sa vie, elle se retire de la société et devient abbesse de Saint-Amand de Rouen.

## Famille et descendance
Elle épouse Osbern de Crépon, sénéchal de deux ducs de Normandie, fils d'Herfast de Crépon. Ils eurent trois enfants connus :
- Guillaume Fitz Osbern (vers 1020 – 1071), 1er comte d'Hereford ;
- Osbern Fitz Osbern[2] († fin 1103[3]), évêque d'Exeter en 1072 ;
- Emma, mariée à Guillaume de Vernon.

### Source
- Famille de Raoul d'Ivry sur Medieval Lands.